# Dictyochaeta daphnioides
Dictyochaeta daphnioides är en svampart som beskrevs av Kuthub. & Nawawi 1991. Dictyochaeta daphnioides ingår i släktet Dictyochaeta och familjen Chaetosphaeriaceae.   Inga underarter finns listade i Catalogue of Life.